# Їрол (аеропорт)
Аеропо́рт «Їрол» — аеропорт у місті Їрол, Південний Судан.

## Розташування
Аеропорт розташований у місті Їрол, яке є центром округу Західний Їрол, штат Озерний, Південний Судан. Аеропорт знаходиться на півночі від міста. До центрального аеропорту країни Джуба 224 км.

## Опис
Аеропорт знаходиться на висоті 437 метрів (1 434 футів) над рівнем моря, і має одну ґрунтову злітно-посадочну смугу, довжина якої невідома.

## Авіакомпанії і напрямки
Аеропорт обслуговує лише чартерні рейси.